# Gus Edson
Gus Edson (* 20. September 1901 in Cincinnati, Ohio; † 26. September 1966 in Stamford, Connecticut) war ein US-amerikanischer Cartoonist, Comiczeichner und -autor.

## Leben und Werk
Im Alter von 17 Jahren verließ Edson die Schule und ging zur United States Army, die ihn im Jahr 1918 in Australien einsetzte. Nach einem kurzen Studium am New Yorker Pratt Institute und an der Art Students League of New York arbeitete Edson von 1925 bis 1928 als Sport-Cartoonist für die New York Evening Graphic. Danach war er unter anderem als Freiberufler und als gelegentlicher Ghost-Zeichner tätig, bevor er von 1931 bis 1935 wieder als Sport-Cartoonist, diesmal für die New York Daily News, arbeitete. In dieser Zeit schuf er mit Streaky, den er von 1933 bis 1935 zeichnete, seinen ersten eigenen Comic-Strip. Nach dem Unfalltod von Sidney Smith im Jahr 1935 wählte der Verleger Joseph Medill Patterson Edson als dessen Nachfolger aus, um den daily strip The Gumps fortzusetzen. Mit zeitweiliger Unterstützung durch den späteren Schauspieler Martin Landau und Ray Bailey zeichnete Edson den Comic bis zu dessen Beendigung im Jahr 1959. Nach einem Aufenthalt in Italien schuf Edson in Zusammenarbeit mit dem Zeichner Irwin Hasen den von einem Waisenkind handelnden Comic-Strip Dondi, der im Jahr 1961 auch verfilmt wurde und für dessen Verfilmung Edson das Drehbuch schrieb. Edson starb im Jahr 1966 an Herzversagen; Dondi wurde bis in die 1980er Jahre fortgesetzt.